# Illorsuit Helistop
Illorsuit Helistop (IATA: , ICAO: BGLL) er en grønlandsk flyveplads beliggende i Illorsuit med et gruslandingsområde med en radius på 15 m. I 2008 var der 386 afrejsende passagerer fra flyvepladsen fordelt på 102 starter (gennemsnitligt 3,78 passagerer pr. start).
Illorsuit Helistop drives af Mittarfeqarfiit, Grønlands Lufthavnsvæsen. Statens Luftfartsvæsen fører tilsyn med flyvepladsen.

## Eksterne links
- AIP for BGLL fra Statens Luftfartsvæsen Arkiveret 24. februar 2012 hos  Wayback Machine